# رانووا
رانووا (به لاتین: Ranovao) یک منطقهٔ مسکونی در ماداگاسکار است که در Manjakandriana District واقع شده‌است.
 رانووا  ۴٬۰۰۰ نفر جمعیت دارد و ۱٬۴۷۳ متر بالاتر از سطح دریا واقع شده‌است.